# Lista de jogos eletrônicos da LucasArts
Essa é uma lista de jogos de videogame ou jogos de computador desenvolvidos ou públicados pela (ou ambos) LucasArts.

## Atari 8-bit family
- Ballblazer
- Koronis Rift
- Rescue on Fractalus
- The Eidolon

## Computadores

### Macintosh
- Afterlife
- Day of the Tentacle
- The Dig
- Escape from Monkey Island
- Full Throttle
- Indiana Jones and His Desktop Adventures
- Indiana Jones and the Fate of Atlantis
- Indiana Jones and the Last Crusade
- Loom
- Monkey Island 2: LeChuck's Revenge
- Sam & Max Hit the Road
- The Secret of Monkey Island
- Star Wars: Dark Forces
- Star Wars: Galactic Battlegrounds
- Star Wars Galactic Battlegrounds: Clone Campaigns
- Star Wars: Episode I Insider's Guide
- Star Wars: Episode I Racer
- Star Wars Jedi Knight III: Jedi Academy
- Star Wars Jedi Knight II: Jedi Outcast
- Star Wars: Rebel Assault II - The Hidden Empire

### PC
- Armed and Dangerous
- Afterlife
- Battlehawks 1942
- Ballblazer
- The Curse of Monkey Island
- Day of the Tentacle
- The Dig
- Escape from Monkey Island
- Full Throttle
- Grim Fandango
- Indiana Jones and His Desktop Adventures
- Indiana Jones and the Emperor's Tomb
- Indiana Jones and the Fate of Atlantis
- Indiana Jones and the Infernal Machine
- Indiana Jones and the Last Crusade
- Koronis Rift
- Labyrinth
- LEGO Star Wars
- Lego Star Wars II: The Original Trilogy
- Loom
- Maniac Mansion
- Masterblazer
- Monkey Island 2: LeChuck's Revenge
- Mortimer and the Riddles of the Medallion
- Night Shift
- Outlaws
- PHM Pegasus
- Pipe Dream
- Sam & Max Hit the Road
- The Secret of Monkey Island
- Secret Weapons of the Luftwaffe
- Secret Weapons Over Normandy
- Star Wars: Battle for Naboo
- Star Wars: Battlefront
- Star Wars: Battlefront II
- Star Wars: Behind the Magic
- Star Wars: The Best of PC
- Star Wars: Dark Forces
- Star Wars: Empire at War
- Star Wars: Empire at War: Forces of Corruption
- Star Wars: Episode I Insider's Guide
- Star Wars: Episode I Racer
- Star Wars: Episode I: The Phantom Menace
- Star Wars: Force Commander
- Star Wars: Galactic Battlegrounds
- Star Wars Galactic Battlegrounds: Clone Campaigns
- Star Wars Galaxies: An Empire Divided
- Star Wars Galaxies: Episode III Rage of the Wookiees
- Star Wars Galaxies: Jump to Lightspeed
- Star Wars Galaxies: Trials of Obi-Wan
- Star Wars Jedi Knight: Dark Forces II
- Star Wars Jedi Knight III: Jedi Academy
- Star Wars: Jedi Knight: Mysteries of the Sith
- Star Wars Jedi Knight II: Jedi Outcast
- Star Wars: Knights of the Old Republic
- Star Wars: Knights of the Old Republic II: The Sith Lords
- Star Wars: Rebel Assault
- Star Wars: Rebel Assault II - The Hidden Empire
- Star Wars: Rebellion
- Star Wars: Republic Commando
- Star Wars: Rogue Squadron
- Star Wars: Shadows of the Empire
- Star Wars: Starfighter
- Star Wars: TIE Fighter
- Star Wars: X-Wing
- Star Wars: X-Wing Alliance
- Star Wars: X-Wing vs. TIE Fighter
- Star Wars: Yoda Stories
- Strike Fleet
- Their Finest Hour: The Battle of Britain
- Zak McKracken and the Alien Mindbenders

## Microsoft Video Game Consoles

### Xbox
- Armed and Dangerous
- Gladius
- Indiana Jones and the Emperor's Tomb
- LEGO Star Wars
- LEGO Star Wars II: The Original Trilogy
- Mercenaries: Playground of Destruction
- Secret Weapons Over Normandy
- Star Wars: Battlefront
- Star Wars: Battlefront II
- Star Wars: The Clone Wars
- Star Wars: Episode III Revenge of the Sith (video game)
- Star Wars Jedi Knight III: Jedi Academy
- Star Wars Jedi Knight II: Jedi Outcast
- Star Wars Jedi Starfighter
- Star Wars: Knights of the Old Republic
- Star Wars: Knights of the Old Republic II: The Sith Lords
- Star Wars: Obi-Wan
- Star Wars: Republic Commando
- Star Wars: Starfighter Special Edition
- Thrillville
- Wrath Unleashed

### Xbox 360
- Fracture
- Indiana Jones 2007
- LEGO Star Wars II: The Original Trilogy
- LucasArts / Free Radical Project [untitled]
- Star Wars: The Force Unleashed
- Thrillville 2: Off The Rails

## Nintendo Consoles/Portáteis

### Nintendo Entertainment System
- Maniac Mansion
- Star Wars
- Star Wars: The Empire Strikes Back

### Super Nintendo Entertainment System
- Big Sky Trooper
- Ghoul Patrol
- Indiana Jones' Greatest Adventures
- Metal Warriors
- Super Star Wars
- Super Star Wars: The Empire Strikes Back
- Super Star Wars: Return of the Jedi
- Zombies Ate My Neighbors

### Nintendo 64
- Star Wars: Battle for Naboo
- Star Wars: Episode I Racer
- Star Wars: Rogue Squadron
- Star Wars: Shadows of the Empire
- Indiana Jones and the Infernal Machine

### Nintendo GameCube
- Star Wars Bounty Hunter
- Star Wars: The Clone Wars
- Star Wars Jedi Knight II: Jedi Outcast
- Star Wars Rogue Squadron III: Rebel Strike
- Star Wars Rogue Squadron II: Rogue Leader
- LEGO Star Wars II: The Original Trilogy
- Gladius

### Nintendo Wii
- Star Wars: Force Unleashed
- LEGO Star Wars: The Complete Saga

### Game Boy
- Star Wars
- Star Wars: The Empire Strikes Back (Game Boy)
- Star Wars: The Return of the Jedi (video game)

### Game Boy Color
- Star Wars: Episode I Racer
- Star Wars: Yoda Stories

### Game Boy Advance
- Star Wars: Episode I: Jedi Power Battles
- LEGO Star Wars II: The Original Trilogy
- Lego Star Wars: The Video Game
- (star wars episode III: revenge of the sith.)
- (star wars II: clone wars)

- (star wars II: the new droid army)
- Star Wars Trilogy: Apprentice of the Force
- Star Wars: Flight of the Falcon

### Nintendo DS
- Star Wars Episode III: Revenge of the Sith
- LEGO Star Wars II: The Original Trilogy

## Sony Consoles/Portáteis

### PlayStation
- Ballblazer Champions
- Herc's Adventures
- Star Wars: Dark Forces
- Star Wars Demolition
- Star Wars Episode I: Jedi Power Battles
- Star Wars Episode I: The Phantom Menace
- Star Wars: Masters of Teräs Käsi
- Star Wars: Rebel Assault II - The Hidden Empire

### Playstation 2
- Star Wars: Starfighter
- Star Wars: Super Bombad Racing
- Star Wars: Jedi Starfighter
- Star Wars: Battlefront
- Star Wars: Battlefront 2
- Star Wars: Episode III Revenge of the Sith
- LEGO Star Wars
- LEGO Star Wars II: The Original Trilogy
- Mercenaries: Playground of Destruction
- Escape from Monkey Island
- Gladius
- Indiana Jones and the Emperor's Tomb
- RTX Red Rock
- Secret Weapons Over Normandy
- Star Wars: Bounty Hunter
- Star Wars: The Clone Wars
- Star Wars: Racer Revenge
- Wrath Unleashed
- Lego Indiana Jones
- Star Wars: The Force Unleashed

### Playstation 3
- Star Wars: The Force Unleashed

- Lego Star Wars: The Complete Saga

- Fracture

- Indiana Jones 2007

### Playstation Portable
- LEGO Star Wars
- LEGO Star Wars II: The Original Trilogy
- Star Wars: Battlefront II
- Star Wars: Lethal Alliance
- Star Wars Battlefront: Renegade Squadron (Fall 2007)
- Traxion  (cancelado)

## Sega Consoles

### Sega Mega Drive
- Zombies Ate My Neighbors

### Sega Saturn
- Herc's Adventures

### Sega Dreamcast
- Star Wars Demolition
- Star Wars: Episode I: Jedi Power Battles
- Star Wars: Episode I Racer